# Нойман, Бирте
Бирте Нойман (дат. Birthe Neumann; род. 30 апреля 1947, Копенгаген, Дания) — датская актриса театра, кино и телевидения, многократный лауреат премий «Роберт» и «Бодиль».

## Биография
Бирте Нойман родилась в 1947 году в Копенгагене. Её отец был школьным учителем. У Бирте была младшая сестра. В 1972 году Нойман окончила Датскую национальную театральную школу, после чего начала играть в Королевском театре Дании. В 1992 году появилась в фильме «Боль любви». В 1998 году снялась в драме Томаса Винтерберга «Торжество». В 2002 году Нойман сыграла роль Ханне в драме Сюзанны Бир «Открытые сердца». Она также играла в нескольких телесериалах, в том числе в «Королевстве» Ларса фон Триера.
Нойман замужем с 1974 года за датским актёром Паулем Хюттелем, с которым познакомилась в Королевском театре. У них есть дочь и двое внуков.